# ساحل (روستا)
ساحل (به لاتین: Sahil) یک منطقهٔ مسکونی در جمهوری آذربایجان است که در باکو واقع شده‌است. ساحل ۲۲٬۱۱۶ نفر جمعیت دارد.